# Little Tony
Little Tony, pseudonimo di Antonio Ciacci (Tivoli, 9 febbraio 1941 – Roma, 27 maggio 2013), è stato un cantante e attore sammarinese, interprete di numerosi successi come Cuore matto, Riderà e 24 mila baci, cantata in coppia con Adriano Celentano e classificatasi seconda al Festival di Sanremo 1961.

## Biografia
Cittadino della Repubblica di San Marino nato in Italia, a Tivoli, da famiglia sammarinese da sette generazioni e con i genitori entrambi originari di Chiesanuova, è vissuto quasi sempre in Italia, senza però mai richiedere la cittadinanza italiana.

## Carriera
Figlio di Novino e di Candida Latini, ha incominciato giovanissimo a interessarsi di musica, grazie a una passione di famiglia che accomunava suo padre, cantante e fisarmonicista, uno zio, Settembrino, chitarrista, e i suoi due fratelli, anch'essi musicisti, Enrico, chitarrista, e Alberto (1938-2024), bassista. Le sue prime apparizioni canore sono nei ristoranti dei Castelli Romani, a cui seguono i locali da ballo, le balere e i teatri d'avanspettacolo.
Nel 1958, durante uno spettacolo al Teatro Smeraldo di Milano, viene notato da un impresario inglese, Jack Good, che lo convince a partire con i suoi fratelli per l'Inghilterra.
Qui Antonio assume il nome d'arte di Little Tony, come omaggio a quello di Little Richard, e nasce il gruppo "Little Tony and His Brothers". Gli spettacoli hanno tale successo da indurre Little Tony a rimanere in Inghilterra per alcuni anni.
Ricorderà anni dopo:

### Cinema, Il festival e i primi successi
Tra il 1958 e il 1960 incide un notevole numero di dischi singoli, come Lucille, Johnny B. Goode, Shake rattle and roll. Alcune sue canzoni vengono scelte come colonne sonore di alcuni film, come Blue monday, Il gangster cerca moglie, Che tipo rock e I Teddy boys della canzone.
Rientrato in Italia, nel 1961 partecipa al Festival di Sanremo in coppia con Adriano Celentano. Canta 24 mila baci, classificandosi al secondo posto.
Sempre nel 1961 incide diverse canzoni per i film 5 marines per 100 ragazze, Rocco e le sorelle, Nerone '71, La bella americana e Pugni pupe e marinai. Il primo successo discografico italiano è del 1962: Il ragazzo col ciuffo (anni dopo ripreso dai Persiana Jones) porta l'artista nei primi posti della classifica.
Partecipa al Cantagiro 1962 con il brano So che mi ami ancora, che però non riscuote successo; va meglio l'anno dopo, in cui ottiene il secondo posto con Se insieme ad un altro ti vedrò, scritta da suo fratello Enrico ed arrangiata da Detto Mariano su licenza del Clan Celentano, e incide con successo T'amo e t'amerò, già presentata da Peppino Gagliardi; in questo periodo ha inizio anche la sua carriera di attore in numerosi musicarelli, in cui viene in prevalenza doppiato da Massimo Turci.
L'anno dopo torna a Sanremo con Quando vedrai la mia ragazza e ottiene un buon successo estivo con Non aspetto nessuno, portata al Cantagiro, e col retro La fine di agosto. Nel 1965 è semifinalista a Un disco per l'estate con Viene la notte, canzone composta da Gianni Meccia. Il vero trionfo arriva nel 1966, quando porta al Cantagiro Riderà. La canzone non vince la manifestazione, ma venderà oltre un milione di copie.

Little Tony ed Eleonora Brown nel film Cuore matto... matto da legare

L'anno dopo un altro boom: la sanremese Cuore matto (scritta da Totò Savio ed eseguita poi in spagnolo dal gruppo musicale spagnolo Los Catinos) arriva prima in classifica e rimane tra i primi posti per nove settimane consecutive. 
Questo nuovo successo apre a Little Tony la strada per molti paesi, in Europa e in America del Sud. Del 1968 è la sua quarta partecipazione al Festival di Sanremo con Un uomo piange solo per amore. Nell'autunno dello stesso anno partecipa a Canzonissima, dove lancia Lacrime e La donna di picche.
L'anno successivo incomincia con un altro successo sanremese, Bada bambina. Tony fonda una propria etichetta, la "Little Records", con cui esce E diceva che amava me/Nostalgia; nel 1970 c'è il grande successo al Festival di Sanremo con La spada nel cuore (composta da Mogol e Carlo Donida), che conquista un ottimo 5º posto finale in coppia con Patty Pravo. Il momento magico sembra però passato, anche se gli anni sessanta l'hanno proiettato definitivamente nella storia della canzone italiana.
Nel 1973 interpreta Come un anno fa (versione italiana di Vincent di Don McLean, il cui testo è tradotto da Francesco De Gregori che, curiosamente, si firma De Gregorio), che sarà la sigla dello sceneggiato Lungo il fiume e sull'acqua. Nel 1974 è di nuovo a Sanremo con Cavalli bianchi e a Saint-Vincent, semifinalista di Un disco per l'estate con Quando c'eri tu. Nel 1975 incide l'album Tony canta Elvis, in cui rende omaggio al suo maestro interpretandone vari classici. Nel 1978, tornando da un concerto tenutosi a Siena, il cantante sbanda nei pressi di Barberino Val d'Elsa con la sua auto e, a seguito di ciò, riporta danni all'arcata dentale superiore.
Negli anni successivi parteciperà a trasmissioni di revival, riproponendo un personaggio che il pubblico non ha mai smesso di amare. Nel 1980 incide The love boat (Profumo di mare), sigla italiana della fortunatissima serie televisiva Love Boat. In seguito, insieme con Bobby Solo e Rosanna Fratello, forma il supergruppo Ro.Bo.T. (dalle loro iniziali) che riscuote un certo successo partecipando come ospite fisso agli show di Canale 5 Premiatissima e Cantando cantando; da quest'ultima esperienza nascerà la pubblicazione dell'album omonimo. Nel 1985 incide Centomila volte ancora, singolo scritto da Toni Malco, Piero Calabrese e Carla Vistarini. Nel 1991 incide il 45 giri Welcome to Montebelluna e, in seguito, il comune trevigiano gli concede la cittadinanza onoraria.

### La televisione, il "Bonifacio VIII", i tour esteri e l'ultimo Sanremo
Nel giugno degli anni 2000 e 2001 conduce, su Canale 5, il varietà musicale I ragazzi irresistibili, insieme con Maurizio Vandelli, Rita Pavone e Adriano Pappalardo, nel quale interpreta un repertorio di canzoni che hanno segnato la storia della musica dagli anni sessanta. Nel 2001 si esibisce al Concerto di Primavera tenutosi al Taj Mahal, casinò di Atlantic City, insieme con Mario Merola, Anna Calemme e Mino Reitano. Nel 2003 partecipa di nuovo al Festival con Non si cresce mai, in coppia con Bobby Solo, e l'anno successivo canta, insieme con Gabry Ponte, il brano Figli di Pitagora.
Il 18 marzo 2005 riceve "per i meriti conseguiti in Italia e nel mondo nel campo dello spettacolo, della canzone, della cultura", ad Anagni (FR) dall'Accademia Bonifaciana, su proposta del Rettore Presidente Sante De Angelis, il Premio Internazionale Bonifacio VIII "...per una cultura della Pace..." (III edizione).
Il 23 aprile 2006, durante un concerto tenutosi al "Contessa Banquet Hall" di Ottawa, organizzato per la comunità italo-canadese, viene colpito da un infarto, dal quale poi si ristabilisce. Nel 2008 partecipa di nuovo al Festival di Sanremo col brano Non finisce qui. In questo anno partecipa anche al film L'allenatore nel pallone 2, accanto a Lino Banfi, la sua ultima interpretazione. È scelto da SMRTV per presiedere la giuria che nominerà il rappresentante di San Marino all'Eurofestival; successivamente manifesta il desiderio di partecipare nel 2009. Nel 2011 festeggia 70 anni e, per l'occasione, pubblica l'album È impossibile.
Fa la sua ultima apparizione pubblica il 9 marzo 2013 nel programma I migliori anni di Carlo Conti, cantando Riderà e Cuore matto. In quell'occasione, prima di cantare Cuore matto, ricorda il giorno in cui andò a fare le prove per poi inciderla, ed era poco convinto della canzone, che considerava una "canzoncina", e inoltre aveva già inciso Riderà; dopo le prove si sedette e dietro di lui sentì una voce dirgli: "Hai una canzone che venderà milioni di dischi, è un'idea... fantastica!". Quella voce era di Domenico Modugno.

### La morte
Muore a 72 anni la sera del 27 maggio 2013 presso la clinica Villa Margherita di Roma, dove si trovava ricoverato dal 16 marzo a causa di un tumore.
La cerimonia funebre si è svolta il 30 maggio presso il santuario della Madonna del Divino Amore ed è stato tumulato nella cappella di famiglia del cimitero di Tivoli. Dopo la sua morte gli è stato dedicato un memorial presentato da Fanny Cadeo e Fernando Monteleone, durante il quale sono state premiate le associazioni con cui Tony collaborava.
Il 3 settembre 2023, presente anche la figlia Cristiana, è stato svelato nel comune di Tivoli un busto in ricordo di Tony.

## Partecipazioni a festival e manifestazioni

### Cantagiro
- 1962 - So che mi ami ancora (poi sostituita con Liana)
- 1963 - Se insieme ad un altro ti vedrò
- 1964 - Non aspetto nessuno
- 1965 - Ogni mattina
- 1966 - Riderà
- 1967 - Peggio per me

### Un disco per l'estate
- 1965 - Viene la notte
- 1974 - Quando c'eri tu

### Canzonissima
- 1961 - Italian Lover
- 1968 - Cuore matto, Lacrime e La donna di picche
- 1969 - Bada bambina, Non è una festa, E diceva che amava me
- 1970 - Capelli biondi, Riderà e Azzurra
- 1971 - La mano del Signore e Angelo selvaggio
- 1972 - La spada nel cuore e Laggiù nella campagna verde
- 1973 - Giovane cuore e Don't You Cry For Tomorrow
- 1974 - Cavalli bianchi

### Festivalbar
- 1965 - Ogni mattina
- 1966 - Riderà
- 1968 - Prega prega

### Festival delle rose
- 1966 - Perdonala

### Festival di Sanremo
- 1961 - 24 mila baci con Adriano Celentano (2º posto)
- 1964 - Quando vedrai la mia ragazza (2º posto a pari merito con gli altri partecipanti)
- 1967 - Cuore matto (10º posto)
- 1968 - Un uomo piange solo per amore (10º posto)
- 1969 - Bada bambina con Mario Zelinotti (12º posto)
- 1970 - La spada nel cuore con Patty Pravo  (5º posto)
- 1971 - La folle corsa con Formula 3 (12º posto)
- 1974 - Cavalli bianchi  (Finalista)
- 2003 - Non si cresce mai con Bobby Solo  (16º posto)
- 2008 - Non finisce qui (9º posto)

## Filmografia

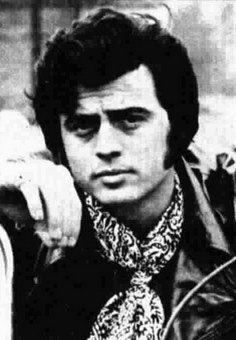
Little Tony nel 1972

### Cinema
- I Teddy boys della canzone, regia di Domenico Paolella (1960)
- Rocco e le sorelle, regia di Giorgio Simonelli (1961)
- 5 marines per 100 ragazze, regia di Mario Mattoli (1961)
- Pesci d'oro e bikini d'argento, regia di Carlo Veo (1961)
- Canzoni a tempo di twist, regia di Stefano Canzio (1962)
- Nerone '71, regia di Filippo Walter Ratti (1962)
- Urlo contro melodia nel Cantagiro '63, regia di Arturo Gemmiti (1963)
- Un gangster venuto da Brooklyn, regia di Emimmo Salvi (1966)
- Riderà (Cuore matto), regia di Bruno Corbucci (1967)
- Peggio per me... meglio per te, regia di Bruno Corbucci (1967)
- Marinai in coperta, regia di Bruno Corbucci (1967)
- Cuore matto... matto da legare, regia di Mario Amendola (1967)
- Zum Zum Zum - La canzone che mi passa per la testa, regia di Bruno Corbucci (1968)
- Il professor Matusa e i suoi hippies, regia di Luigi de Maria (1968)
- Donne... botte e bersaglieri, regia di Ruggero Deodato (1968)
- Vacanze sulla Costa Smeralda, regia di Ruggero Deodato (1968)
- Zum Zum Zum nº 2, regia di Bruno Corbucci (1969)
- W le donne, regia di Aldo Grimaldi (1970)
- Cuando calienta el sol... vamos alla playa, regia di Mino Guerrini (1982)
- Sapore di mare 2 - Un anno dopo, regia di Bruno Cortini (1983)
- Piovono pietre, regia di Ken Loach (1993)
- L'odore della notte, regia di Claudio Caligari (1998)
- Sud Side Stori, regia di Roberta Torre (2000)
- Vita Smeralda, regia di Jerry Calà (2006)
- L'allenatore nel pallone 2, regia di Sergio Martino (2008) - cameo

### Televisione
- Non ho l'età 2 – miniserie TV (2002) - cameo
- I Cesaroni – serie TV, episodio 1x07 (2006) - cameo

### Pubblicità
- Danone Danacol (2009) testimonial

## Doppiatori
Nelle parti dialogate dei suoi film musicarelli, Little Tony è stato doppiato da:
- Massimo Turci in Riderà (Cuore matto), Peggio per me... meglio per te, Marinai in coperta, Cuore matto...matto da legare, Zum Zum Zum - La canzone che mi passa per la testa, Donne...botte e bersaglieri, Zum Zum Zum n°2, W le donne
- Riccardo Cucciolla in 5 marines per 100 ragazze
- Virginio Gazzolo in Un gangster venuto da Brooklyn

## Onorificenze

### Cittadinanze onorarie
Little Tony era cittadino onorario di Montebelluna dal 1996 "per i meriti conseguiti in Italia e nel mondo nel campo dello spettacolo, della canzone, della cultura". Il cantante sammarinese era stato nominato cittadino onorario anche della città di Tivoli, il 14 luglio 2007.